# Довженко Валентина Іванівна
Валентина Іванівна Довженко (нар. 1 січня 1947, П'ятихатки, Дніпропетровська область) — український політик, почесний професор Дніпропетровського хіміко-технологічного університету, доктор філософії в галузі ділового адміністрування, міністр України у справах сім'ї, молоді та спорту (1997—1999, 2004—2005)

## Життєпис
Народилася 1 січня 1947 в м. П'ятихатки Дніпропетровської області. Закінчила Дніпропетровський хіміко-технологічний інститут за фахом інженер-хімік-технолог. Трудову діяльність розпочала на посаді інженера-технолога Полтавського науково-дослідного інституту емальованого хімічного обладнання, згодом старшого інженера, начальника технічного відділу Орджонікідзевського ремонтно-механічного заводу.
З 1981 року займала посаду голови виконкому Орджонікідзевської міської Ради народних депутатів Дніпропетровської області, одна з перших жінок-мерів в Україні.
З 1991 року обіймала посаду заступника голови комісії ЦК Компартії України по роботі серед жінок.
У 1992 році створила і очолила спільне українсько-російське підприємство «Калина Лтд.».
У 1996 році призначена заступником голови Київської обласної державної адміністрації.
У 1997—1999 роках — міністр України у справах сім'ї та молоді. Після скасування міністерства — голова Державного комітету України у справах сім'ї та молоді. Після відновлення міністерства, з лютого 2004 по лютий 2005 року — знову міністр України у справах сім'ї, дітей та молоді.
З 1997 по 2004 рік — офіційний представник України в Дитячому Фонді ООН («ЮНІСЕФ»).
З 2000 року є Головою Правління Всеукраїнського благодійного Фонду Надії і Добра, очолює Всеукраїнське політичне об'єднання «Жінки за майбутнє».
У березні 2006 року кандидат в народні депутати України від Опозиційного блоку «Не так!», № 2 в списку.
З 2010 року — радник Прем'єр-міністра України.

## Нагороди
- Орден княгині Ольги III ступеня (серпень 1999)[9], II ступеня (березень 2003)[10], I ступеня (2004)
- Орден святого Станіслава
- Орден преподобного Нестора Літописця
- Нагрудний знак «Відмінник освіти України»